# 이어즈&이어즈
《이어즈&이어즈》(영어: Years and Years)는 BBC 텔레비전과 HBO에서 공동 제작한 영국의 드라마이다. BBC One에서 2019년 5월 14일부터 6월 18일까지 방영되었다.
《닥터 후》의 메인 작가인 러셀 T 데이비스가 각본을 맡았으며, 배우 엠마 톰슨이 주연을 맡아 유명 정치인 비비언 룩 역을 맡았다. 2019년 가디언지가 선정한 TOP 영국 드라마 4위에 등극했다. 한국에서는 2020년 3월 13일부터 왓챠플레이를 통해 방영되었다.

## 줄거리
브렉시트 후의 영국, 기업가 출신 정치인 비비언 룩이 날것의 언변으로 인기몰이를 하는 동안, 2019년부터 2034년까지 영국의 한 가정의 가족사가 빠르게 펼쳐진다. 그리고 그 속에는 어쩌면 우리가 기대하고 두려워하는 멀지 않은 미래에 대한 모든 것이 담겨있다.

## 출연진과 배역

### 주역
- 엠마 톰슨 : 비비언 룩 역 - 기업가 출신 정치인으로 전 국민이 감상하는 방송에서 욕설은 기본, 상상을 초월하는 황당한 공약들로 국민들을 선동한다.
- 로리 키니어 : 스티븐 라이언 역 - 금융 전문가로 회계사인 아내 설레스트, 딸 베서니 그리고 루비와 함께 런던에 살고 있으며, 대니얼, 이디스, 로지의 형제이다.
- 제시카 하인스 : 이디스 라이언 역 - 소수자의 편에 서서 일하는 정치 활동가로 매사에 진지하게 사회 그리고 가족 문제를 해결하려 애쓴다.
- 러셀 토비 : 대니얼 라이언 역 - 주택 관리원으로 난민 관리를 담당하고 있다. 초등학교 교사인 남편 랠프가 있었지만 우크라이나에서 온 난민 빅토르와 사랑에 빠지게 된다.
- 루스 매들리 : 로지 라이언 역 - 라이언스 가문 형제의 막내로 학교 식당에서 일하는 미혼모이며 두 자식을 키우고 있다.
- 트니아 밀러 : 셀레스트 역 - 금융 전문가로 회계사며 스티븐의 아내이다.
- 리디아 웨스트 : 베서니 역 - 트랜스 휴먼이 되고 싶어하는 스티븐과 셀레스트의 딸이다.
- 앤 리드 : 뮤리얼 역 - 소중한 딸을 잃었지만 손자, 손녀들을 끔찍이 아끼는 정 많은 라이언스 가문 형제들의 할머니이다.
- 제이드 앨린 : 루비 역 - 스티븐과 설레스트 부부의 둘째딸.
- 막심 밸드리 : 빅토르 고라야 역 - 우크라이나에서 망명을 신청한 대니얼의 남자친구이다.
- 샤론 덩컨브루스터 : 프랜 백스터 역 - 학교, 회사는 물론 마스터클래스에도 들어가는 스토리텔러이다.

### 조역
- 디노 페처 - 랠프 커즌스 역
- 레이철 로건 - 일레인 패리스 역
- 지타 사타 - 이본 부크하리 역
- 헤더 더튼 - 레슬리 역
- 레이철 로건 - 일레인 패리스 역
- 조지 부카리 - 존조 알리프 역
- 키런 오브라이언 - 우디 역

### 단역
- 앤드루 바이런 - 우크라이나 경찰 역
- 크레이그 게이지 - V 들어가는 스티븐 역
- 섀넌 헤이스 - 리지 음베코 역

## 수상
- 2019년 가디언지가 뽑은 TOP 영국 드라마 4위
- 10th Critics' Choice Television Awards : Best Limited Series, Best Supporting Actor in a Movie/Miniseries (러셀 토비), and Best Supporting Actress in a Movie/Miniseries (에마 톰슨)

## 방영
영국에서는 BBC One, 네덜란드 및 벨기에서는 BBC 퍼스트,  미국, 멕시코, 라틴 아메리카, 폴란드 및 스페인에서는 HBO, 오스트레일리아서는 SBS, 뉴질랜드에서는 Soho, 프랑스에서는 카날+를 통해 방영되었다.
한국은 왓챠플레이 통해 2020년 3월 13일에 공개되었다.

## 에피소드
| 회차 | 제목    | 감독             | 각본            | 분량 | 방송날짜        |
| --- | ------- | ---------------- | --------------- | ---- | --------------- |
| 1 | "제1화" | 사이먼 셀런 존스 | 러셀 T 데이비스 | 56분 | 2019년 5월 14일 |
| 2019년의 영국. 사업가 비브 룩이 심야 토크쇼에 등장한다. 그녀는 이스라엘-팔레스타인 분쟁에 대해 'X도 신경쓰지 않는다, 나는 영국의 화제에만 관심이 있다'라고 발언하여 논란을 불러일으킨다. 그날 밤 싱글맘인 로지 라이언스가 아들 링컨을 출산하고, 남동생 대니얼이 누나의 곁을 지키며 급변하는 세계와 불안한 미래를 걱정한다. 그리고 시간이 흘러 2024년이 된다. 엘리자베스 여왕이 서거하고, 정계에 진출한 비브는 한 번 낙선했다가 이후 '사성당'을 창당하고 극우주의 행보를 이어간다. 미국의 도널드 트럼프 대통령은 재선에 성공하고, 중국은 '훙사다오(붉은모래섬)'라는 인공섬 위에 군사시설을 조성하고, 러시아 군대가 우크라이나를 병합하며 세계 정세가 불안정해진다. 그 사이 대니얼은 남자친구인 랠프와 결혼하고, 주택관리부서에서 일하며 밀려드는 우크라이나 출신 난민들을 관리하고 있다. 난민 캠프에서 대니얼은 동성애 혐의로 고문받고 이주해 온 빅토르와 만난 뒤 서로에게 끌림을 느낀다. 한편, 대니얼의 형 스티븐과 설레스트 부부는 둘째딸 베서니의 정체성 문제에 직면한다. 베서니는 육체를 벗어나 디지털 세계에 정신을 업로드하고 살고 싶다는 일종의 트랜스휴먼이 되고 싶어 하는 것이었다. 그리고 홀몸으로 아들 둘을 키우는 로지는 동료 학부모인 토니와 데이트를 하다가, 토니가 가정용 로봇과 성관계를 한다는 걸 알고 진저리를 친다. 며칠 뒤 라이언스 남매의 어머니 뮤리얼의 아흔두 번째 생일 파티가 열려 온 가족이 모인다. 파티를 즐기던 그들에게 남매의 맏이 이디스로부터 영상 통화가 걸려 온다. 오랫동안 자원봉사 활동을 다니느라 영국을 떠나 있던 이디스는 훙사다오 근처의 베트남에서 심상치 않음을 느끼고 연락한 것이었는데, 그때 사이렌이 울리고 트럼프 대통령이 훙사다오에 핵미사일을 쏘았다는 속보가 전국에 전해진다. 온 나라가 혼란에 빠진 상황에서, 대니얼은 남편을 버리고 빅토르에게로 가서 그와 열정적인 섹스를 나눈다.                                                            |         |                  |                 |      |                 |
| 2 | "제2화" | 사이먼 셀런 존스 | 러셀 T 데이비스 | 58분 | 2019년 5월 21일 |
| 훙사다오 사건으로부터 6개월이 흘러 2025년. 이디스는 바로 근처에서 핵폭발에 휩쓸렸으면서도 살아남았지만, 방사능 피폭이 심해 앞날을 장담할 수 없게 되었다. 이디스는 뮤리얼의 생일 파티 날 돌아와서, 남은 삶을 가족들과 보내기로 한다. 회계사인 설레스트는 인공지능의 도입으로 실직 위기에 처한 한편, 딸인 베서니는 휴대폰을 오른손에 이식하여 트랜스휴먼의 길을 밟아간다. 대니얼은 랠프와 헤어지고 빅토르와 행복한 연애를 이어가지만, 그들을 질투한 랠프에 의해 불법 체류자로 고발당한다. 대니얼의 노력에도 불구하고 난민들에게 불리하게 바뀐 법 때문에 빅토르는 우크라이나로 강제 송환당한다. 한편, 사성당 대표 비브 룩은 보궐선거에 출마하여 어린아이들의 전자기기를 제한하는 장치를 도입하겠다는 공약으로 시민들의 호응을 얻는다. 다른 가족들은 반감을 보였으나 로지가 비브의 열렬한 지지자가 된다. 설레스트와 스티븐 부부는 생계가 막막해져 런던의 집을 팔고 이사를 가게 되는데, 집을 판 원금이 입금된 날 밤 그만 미국발 금융 위기가 터져 전국의 은행이 파산한다. 집을 잃은 스티븐네 가족은 시어머니 뮤리얼의 허름한 집에서 살게 된다. 그리고 비브 룩이 그들이 사는 맨체스터의 지역구 의원으로 당선된다. |         |                  |                 |      |                 |
| 3 | "제3화" | 사이먼 셀런 존스 | 러셀 T 데이비스 | 56분 | 2019년 5월 28일 |
| 2026년. 총선을 앞두고 비브 룩 의원은 IQ 70 이하의 사람만 투표를 할 수 있게 한다는 공약을 내세운다. 키예프에 머물던 빅토르는 우크라이나 국가 경찰이 들이닥치자 간신히 도망친다. 대니얼이 깜짝 놀라 그에 대한 구명 계획을 펼치고, 빅토르는 국경을 넘어 사회주의 스페인에서 자수하고 시민권을 얻는다. 이디스는 영국 안에서 전처럼 시민 운동을 시작한다. 로지는 경제 불황과 첨단화 때문에 실직한다. 스티븐 부부는 저소득 근로자가 되어 여러 직업을 전전하고, 그 와중에 스티븐은 일레인이라는 새로운 여자와 바람을 피운다. 베서니는 리지라는 트랜스휴머니즘 동지와 친해지는데, 리지와 함께 리버풀에서 불법 안구 이식 수술을 받으러 갔다가 사기를 당한다. 베서니는 다행히 미리 도망쳤으나 먼저 수술을 받은 리지는 컴퓨터로만 볼 수 있는 왼눈을 가지게 된다. 한편, 스티븐에게 남매의 친아버지 빈센트가 죽었다는 연락이 온다. 아버지는 자전거 택배원에 치인 뒤 패혈증으로 목숨을 잃었다. 다른 남매들은 슬픔을 보이지만 자신들을 버리고 새살림을 차렸던 아버지였기에 로지만은 경멸의 시선을 감추지 않았다. 육체를 끓여 녹이는 수장으로 치러지는 장례식에서 남매는 이복남매인 또 다른 스티븐과 만나고, 남매는 아버지의 육체였던 액체를 받게 된다. 그날 밤 선거 개표가 끝나고 비브 룩의 사성당이 15개 의석을 얻게 된다. 남매들과 함께 차를 타고 돌아가던 스티븐은 그 뉴스를 듣고 분노하고, 길을 가던 어느 택배원의 자전거를 차로 뭉게 버려 분풀이한다. |         |                  |                 |      |                 |
| 4 | "제4화" | 사이먼 셀런 존스 | 러셀 T 데이비스 | 58분 | 2019년 6월 4일  |
| 2027년. 이제 투표는 의무화되었고 연립 정부는 붕괴하였으며, 국제 정세가 불안해진다. 그리스는 EU를 미국은 UN을 탈퇴하고 이탈리아는 무정부화되며, 헝가리는 파산한다. 그리고 스페인은 좌익 혁명으로 극좌 정부가 들어서며 빅토르는 다시 우크라이나로 강제 송환될 위기에 처한다. 로지는 일을 그만두고 존조라는 남자와 사귀면서 푸드트럭을 경영하려고 한다. 스티븐은 여전히 수많은 일을 하면서 일레인과의 외도를 이어간다. 그러던 중 많은 돈을 받을 수 있는 의약 실험에 계속해서 참여하게 되는데, 고개를 자꾸 왼쪽으로 돌리는 부작용이 일어나 자전거로 귀가할 수 없게 된다. 스티븐은 일레인을 불러 집에 가려고 하나 보건소 측의 실수로 설레스트가 동시에 불려온다. 남편과 일레인의 외도를 목격한 설레스트는 집에 와서, 가족들이 보는 곳에서 스티븐을 쫓아낸다. 뮤리얼 할머니마저 동의하자 스티븐은 결국 일레인의 집에서 살게 된다. 한편 대니는 빅토르를 구하려고 이디스와 프랜 백스터의 도움을 구해 빅토르를 불법적으로 영국에 데려 올 계획을 세운다. 그러나 관광버스 짐칸에 태워 온다는 첫 번째 계획은 실패하고, 프랑스에서 음지 업체를 경유한 끝에 구명보트를 타고 바다를 건너 영국에 갈 수 있게 된다. 그러나 거의 다 와서 영국 해협에서 그만 배가 좌초된다. 다음날 빅토르는 살고, 대니는 익사하여 죽게 된다. 홀로 죽은 대니의 집에 도착한 빅토르는 대니의 가족들에게 연락해 대니의 죽음을 알린다. 같은 시기, 비브 룩이 영국 총리가 된다. |         |                  |                 |      |                 |
| 5 | "제5화" | 리사 멀케이히    | 러셀 T 데이비스 | 58분 | 2019년 6월 11일 |
| 2028년. 비브 룩 총리는 반대파들을 여러 이유를 들어 제거하기 시작한다. 테러 등의 이유로 블랙아웃이 빈발하자 정보 처리가 디지털에서 종이매체로 역행하기 시작한다. 또 대규모의 수해가 영국을 덮쳐 수많은 이재민들을 만들어내고 그들을 다른 지역 가정에 동거시키는 이른바 '침실법'이 만들어진다. 이재민들이 살 집을 배정하는 일을 하게 된 이디스는 빈민들이 실종되는 것을 목격하고, 빅토르로부터 실종자들이 '어스트와일(예전)'이라는 곳으로 사라지고 있다는 정보를 얻는다. 라이언스 가족은 빅토르를 불쌍하게 여기고 있었지만, 장남 스티븐은 빅토르를 동생이 죽은 직접적 원인으로 생각하며 그를 노골적으로 증오하기 시작한다. 한편 로지 부부의 거주지가 갑자기 범죄 구역으로 지정되면서 부부는 푸드트럭 사업을 중단하게 되고, 이디스는 연인이 된 프랜의 집에 머물기 시작한다. 뮤리얼은 황반변성을 앓게 되어 시각을 잃을 위기에 처하나 큰 돈을 들여 수술을 받고 회복된다. 베서니는 정부 지원을 받아 뇌에 칩을 박고 정신을 직접 인터넷에 연결하며 가족들의 시각을 공유할 수 있게 된다. 이후, 이 능력을 사용하여 베서니는 이디스가 정부 시설에 잠입해 어스트와일에 대한 기밀 서류를 얻는 것을 돕는다. 어스트와일은 바로 반정부 정치인과 난민 등을 감금하는 수용소였다. 한편 딸이 정부 지원으로 수술을 받은 데서 영감을 얻은 스티븐은, 정부 사업을 하는 옛 악우 우디에게 체면불구하고 부탁하여 수행비서 자리를 얻는다. 우디의 회사는 바로 룩 총리와 정부로부터 어스트와일 사업을 담당하는 업체였다. 스티븐은 비즈니스 미팅에 참가했다가 비브 룩을 만나고 이 사실을 알게 된다. 스티븐은 회사 서류를 조작해 증오하던 빅토르를 어스트와일로 보내 버린다. 그리고 딸 베서니가 시각 공유를 통해 이것을 목격한다. |         |                  |                 |      |                 |
| 6 | "제6화" | 리사 멀케이히    | 러셀 T 데이비스 | 57분 | 2019년 6월 18일 |
| 2029년. 언론 통제로 인해 BBC가 폐업하고 독감이 창궐해 다수의 사망자가 발생한다. 가족 모임에서, 뮤리얼은 작금의 파탄은 모두 사회의 사소한 부정한 일들을 내 일이 아니라고 무시해 온 것이 누적된 결과라며 가족들을 질책한다. 빅토르가 어스트와일에 수용되고, 베서니가 이 사실을 괴로워하며 이디스에게 밝힌다. 이디스는 동료 활동가들을 모아 빅토르를 구출할 계획을 세운다. 이 계획을 안 설레스트는 스티븐이 얽히는 것을 막기 위해 거짓말로 스티븐에게 부탁하여 우디의 회사에 취직한다. 스티븐은 일레인과 결별한 뒤, 권총을 암거래해서 회사에 몰래 들여온다. 스티븐이 빅토르를 어스트와일에 보낸 기록을 설레스트가 삭제하려다 스티븐에게 들키고, 스티븐은 이미 정부를 고발하는 자료를 공표한 뒤 총으로 자살할 계획이었다고 고백한다. 같은 시각, 이디스와 프랜은 식자재 납품업자로 위장해 빅토르가 있는 수용소에 잠입한다. 빅토르와 접촉하는 데는 성공했으나 경비원들에게 발각되어 둘러싸이는데, 미리 배치해 둔 동료 활동가들이 통신 차단탑을 파괴한다. 이에 수용자들이 모두 뛰쳐나오고, 이디스는 수용소의 존재를 전국에 폭로하는 데 성공한다. 같은 시각, 로지는 푸드트럭으로 거주지를 막는 차단선을 들이박아 탈출한다. 한편 스티븐은 설레스트의 간곡한 설득에 마음을 돌려 자수를 결정하게 된다. 모든 사건이 끝나고, 스티븐은 3년간의 징역을 살게 되었지만 가족간의 사이는 회복한다. 로지 부부는 아들을 낳아 대니얼이라 이름짓는다. 비브 룩은 체포되었지만 대역을 쓰고 탈출했다는 의혹이 남았고, 또 그와 유사한 광대형 정치인이 다시 등장한다. 2034년이 되어, 방사능 축적으로 수명이 다한 이디스는 룩을 감시하기 위해 트랜스휴먼이 되기로 한다. 베서니가 지켜보는 데서 이디스의 육체는 사망하고, 정신은 데이터베이스화되어 클라우드에 업로드된다. 기술이 완전하지 않았기에 과학자들도 이디스가 살아남을지 장담하지 못한다. 라이언스 가족은 모두 모여 인공지능 스피커에서 이디스의 목소리를 기다린다. |         |                  |                 |      |                 |